# Lex pompeia de ambitu
La Lex Pompeia de ambitu va ser una antiga llei romana aprovada a proposta de Gneu Pompeu Magne l'any 52 aC quan era cònsol únic abans de nomenar Quint Cecili Metel Pius Escipió. La llei va establir penes més greus que les existents fins aquell moment pels delictes inclosos en la consideració del suborn (Ambitus), i abreujava també el judici, donant premis als acusadors del crim.